# Osvaldo Colagrande
Osvaldo Colagrande (Ipaussu, 5 de agosto de 1930 - Jundiaí, 30 de agosto de 2015), foi um violinista e compositor brasileiro de choro.

## Biografia
Osvaldo Colagrande nasceu na cidade de Ipaussu, sul do estado de São Paulo, mas foi registrado na cidade de Cambará, no estado do Paraná, no dia 24 de setembro, mais de um mês após o seu nascimento.
Seu primeiro contato com a música veio logo na infância, quando tinha cinco anos de idade. Já adulto, especializou-se no violão de sete cordas, com o qual acompanhou músicos como Waldir Azevedo, Jacob do Bandolim e Pixinguinha. Em 1951, tornou-se músico profissional. Em 1957, integrou o conjunto do colega Esmeraldino Salles, na Rádio Tupi de São Paulo.
Osvaldo Colagrande também fundou o Conjunto 1 x 0. O nome do grupo foi inspirado na canção 1 x 0, composta por Pixinguinha.

## Carreira artística
De formação autodidata, iniciou sua carreira profissional como músico em 1951, integrando o Regional do acordeonista Antonio Bruno.
Em 1955, Esmeraldino Salles o convidou para participar do Regional do Siles, apelido do clarinetista Wanderley Taffo, que se apresentava nas emissoras Tupi e Difusora:
"Eu trabalhava em uma gráfica ali perto e, na hora do almoço, ia assistir aos programas de rádio que na época eram ao vivo e em auditório. Esmeraldino, que me conhecia como violonista, me avisou para ficar alerta que o Mão de Vaca (Manoel da Conceição) iria em breve deixar o conjunto para trabalhar com Angela Maria. Eu acabei ficando em seu lugar."
Colagrande nunca mais se separou de seu parceiro, Esmeraldino Salles, criador de um balanço característico na arte do acompanhamento, que Colagrande herdaria.
Em 1957, Esmeraldino ouviu um choro recém composto por Colagrande e pediu para completá-lo com a segunda parte. Assim surgiu o famoso "Novato", um clássico do estilo da dupla: suingado e com harmonias intrincadas. Colagrande sempre fez questão de frisar que "aquela improvisação escrita, que todo intérprete repete, foi feita por Esmeraldino.
Nos anos seguintes, Osvaldo Colagrande acompanhou os grandes astros do choro e da MPB, principalmente quando vinham a São Paulo: Pixinguinha, Sivuca, Waldir Azevedo, Altamiro Carrilho, Jacob do Bandolim, Orlando Silva, Clara Nunes, Elis Regina e Silvio Caldas - este último por 12 anos, como integrante do Regional do Caçulinha.

Em 1971, adotou o violão de 7 cordas. Dino (Horondino Silva) foi sua maior referência, porém, seu estilo não é igual ao do mestre: sua "pegada" está ligada à rítmica do choro paulista e suas baixarias sincopadas marcam a diferença.